# Helichrysum monizii
Helichrysum monizii là một loài thực vật có hoa trong họ Cúc. Loài này được Lowe mô tả khoa học đầu tiên năm 1868.